# Hilary Putnam

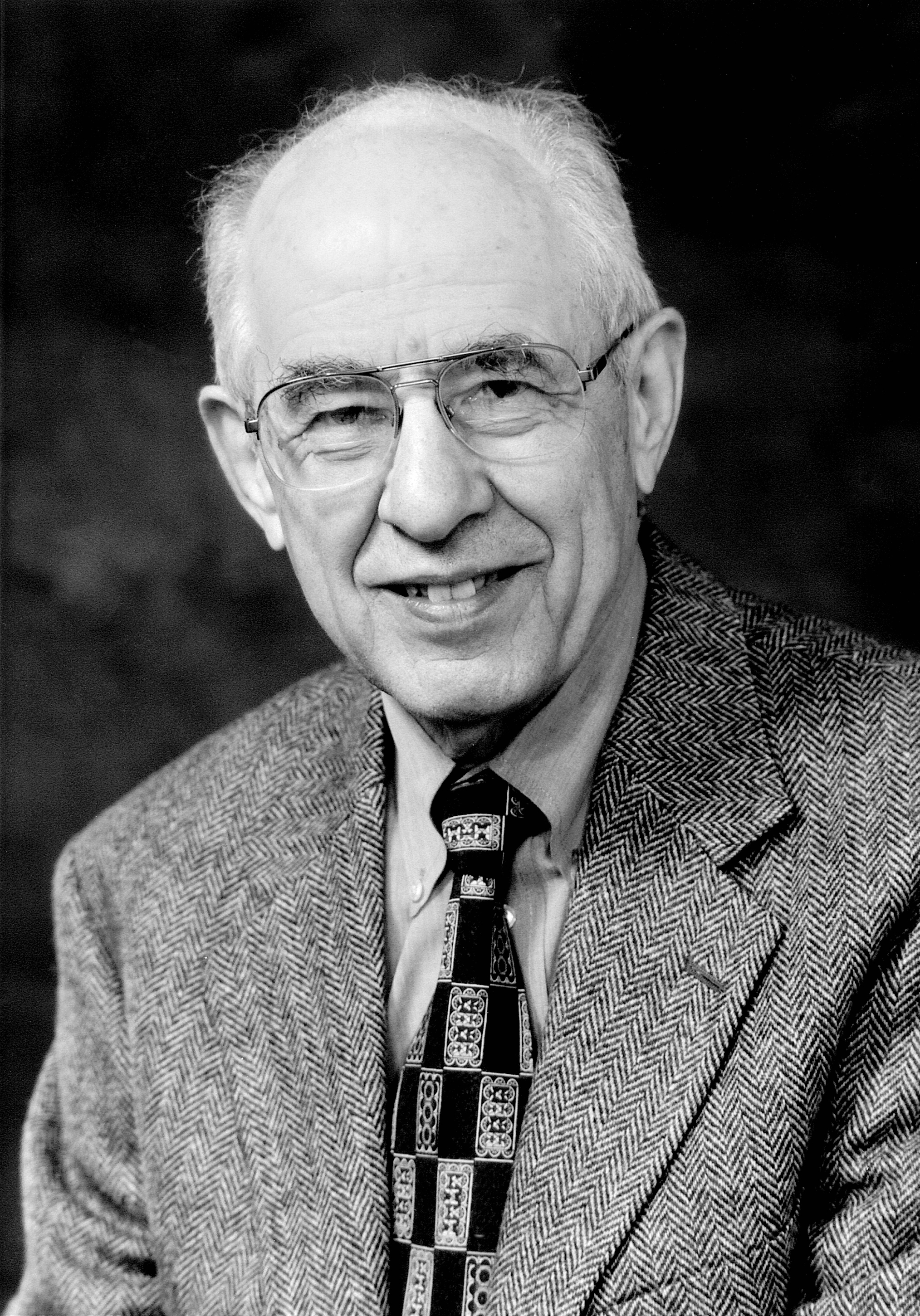
Hilary Putnam

Hilary Whitehall Putnam (Chicago, 31 juli 1926 – Boston, 13 maart 2016) was een Amerikaans filosoof, die vanaf de jaren zestig een centrale rol speelde in de westerse filosofie, met name in de filosofie van de geest, de taalfilosofie en de wetenschapsfilosofie. Het typeert Putnam dat hij ook zijn eigen filosofische opstellingen kritisch bleef analyseren, op zoek naar fouten, wat hem de reputatie opleverde nogal snel van gedachten te veranderen. Daar hij ook over veel verschillende onderwerpen geschreven heeft, zijn zijn standpunten soms moeilijk te bepalen.

## Biografie
Putnams vader Samuel Putnam was een journalist en vertaler, die schreef voor de "Daily Worker", een New Yorks dagblad dat werd uitgegeven door de Amerikaanse communistische partij. Ten gevolge van zijn vaders verbondenheid met het communisme werd Putnam seculair opgevoed, hoewel zijn moeder, Riva, Joods was. Het gezin woonde in Frankrijk tot 1934 en keerde toen terug naar de Verenigde Staten, waar ze zich in Philadelphia vestigden. Putnam studeerde wiskunde en filosofie aan de Universiteit van Pennsylvania, waar hij zijn Bachelorstitel behaalde en lid werd van de "Philomathean Society", de oudste literaire sociëteit van Amerika. Hij studeerde verder af in de filosofie aan Harvard en promoveerde in 1951 aan de Universiteit van Californië in Los Angeles op het proefschrift "The Meaning of the Concept of Probability in Application to Finite Sequences" (De betekenis van het concept van waarschijnlijkheid toegepast op eindige reeksen). Putnams begeleiders hier waren Hans Reichenbach en Rudolf Carnap: beiden leidende personen in het logisch positivisme, de dominante filosofische school van die tijd. Een van Putnams meest consistente stellingnamen zou zijn afwijzing van het logisch positivisme als "zelfvernietigend" zijn.
Na een korte periode van lesgeven op Northwestern, Princeton en MIT verhuisde hij in 1965 naar Harvard met zijn vrouw Ruth Anna Putnam, die ook een leerstoel filosofie aanvaardde aan MIT. Hilary en Ruth Anna waren getrouwd in 1962. Ruth Anna was geboren in München in Duitsland in 1927, waar haar ouders politiek actief waren tegen de nazipartij, en net als Putnam was ze atheïstisch opgevoed. De Putnams rebelleerden tegen het antisemitisme dat ze gedurende hun jeugd hadden ervaren en besloten een traditioneel Joods huishouden voor hun kinderen te scheppen. Daar zij echter geen ervaring hadden met de Joodse rituelen, vierden ze Sederavond in het gezelschap van andere Joodse families. Om meer kennis op te doen, begonnen ze zich te verdiepen in Joodse rituelen en het Hebreeuws, en ze raakten meer geïnteresseerd, betrokken en actief in het Jodendom. In 1994 vierde Hilary Putnam de bar mitswa-dienst, en zijn vrouw onderging deze dienst vier jaar later.
Op Harvard was Putnam een populaire leraar. In de familietraditie werd hij in de jaren zestig en begin zeventig politiek actief in de Amerikaanse burgerrechtenbeweging en in de oppositie tegen de Vietnamoorlog. In 1963 organiseerde hij bij M.I.T. als een van de eersten een faculteit en studentencommissie tegen de oorlog. Putnam was erg verontrust door de claim dat de Verenigde Staten de Zuid-Vietnamese bevolking "beschermde" tegen de Vietcong door de vergiftiging van hun oogst. Na zijn overstap naar Harvard organiseerde hij campusprotesten en begon hij lessen te geven over het marxisme. Hij werd een officieel faculteitsadviseur voor de "Studenten voor een Democratische samenleving" en werd in 1968 lid van de Amerikaanse Progressieve Arbeiderspartij (PLP).
Na 1968 concentreerde hij zijn politieke activiteiten op de Progressieve Arbeiderspartij. Dit werk werd door het Harvardbestuur als ordeverstorend beschouwd, en zij trachtten het dan ook te censureren, maar twee andere medewerkers bekritiseerden deze gang van zaken. Putnam bleef bij de arbeiderspartij tot 1972. In 1997 bij een bijeenkomst van voormalige activisten beschreef hij zijn betrokkenheid bij de Progressieve Arbeiderspartij als een misstap. Hij was onder de indruk gekomen van hun toewijding tot het vormen van allianties en hun bereidheid om binnen de strijdkrachten actie te voeren.
In 1976 werd hij verkozen tot president van de Amerikaanse Filosofische Associatie. Het jaar nadien werd hij benoemd tot Walter Beverly Pearson Professor van wiskundige logica, ter erkenning van zijn bijdrage aan de filosofie van de logica en de wiskunde. Hoewel hij radicaal brak met zijn verleden, verloor Putnam nooit zijn geloof dat de academische wereld een specifieke sociale en ethische verantwoordelijkheid draagt tegenover de maatschappij. In zijn politieke visie bleef hij vooruitstrevend en progressief, waarvan artikelen als "How Not to Solve Ethical Problems" (1983) en "Education for Democracy" (1993) getuigen.
Professor Putnam was een fellow van de American Academy of Arts and Sciences en een corresponderend fellow van de British Academy. Hij legde zijn onderwijstaken neer in juni 2000 en was Cogan University Professor Emeritus bij Harvard. Zijn corpus omvat vijf delen van zijn verzameld werk, zeven boeken en meer dan 200 artikelen. Putnams hernieuwde belangstelling voor het Jodendom heeft hem er nog toe geïnspireerd verscheidene boeken en essays te schrijven. Samen met zijn vrouw schreef hij ook enige boeken en essays over de laat-19e-eeuwse Amerikaanse pragmatische beweging.
Putnam overleed op 13 maart 2016 op 89-jarige leeftijd aan de gevolgen van borstvlieskanker.

## Werk: algemeen
Putnam stond bekend om zijn bereidheid om hetzelfde geloof te hechten aan zijn eigen stellingname als aan die van anderen, waarbij hij elke vorm van radicale analyse afwees totdat de gebreken waren aangetoond. Hierdoor verwierf hij een reputatie dat hij regelmatig van standpunt wisselde. Zijn bijdragen aan met name de filosofie zijn bijzonder divers:
- In de filosofie van de geest is Putnam bekend om zijn argumentatie tegen de type-identiteit van de mentale en fysische staat gebaseerd op zijn hypothese van de meervoudige realiseerbaarheid van het mentale en van het concept van functionalisme, een invloedrijke theorie in het lichaam-geestprobleem.[2][11] In de taalfilosofie ontwikkelde hij, samen met Saul Kripke en anderen, de causale theorie van referentie, en formuleerde een originele theorie over betekenis, waarbij hij de notatie van semantisch externalisme uitvond gebaseerd op het beroemde gedachte-experiment “Twin Earth” genoemd.[12]
- In de filosofie van de wiskunde ontwikkelden hij en zijn mentor W. V. Quine de zogenaamde onvervangbaarheidsthesis van Quine-Putnam: een argumentatie omtrent de realiteit van wiskundige entiteiten,[13] en de latere stellingname dat wiskunde niet puur logisch is, maar "quasi-empirisch".[14]
- Op het gebied van de kennistheorie is hij bekend om zijn "hersenen in een vat"-gedachte-experiment, dat een confrontatie aangaat met het scepticisme.[15]
- In de metafysica heeft hij vertrouwd op het zogenaamde metafysisch realisme, maar hij werd uiteindelijk een van de meest uitgesproken critici. Eerst adopteerde hij een visie die hij "intern realisme" noemde,[16] die hij later weer verliet voor een pragmatisch geïnspireerd direct realisme. Putnams "direct realisme" wil terugkeren naar de studie van de metafysica, gelijkend op de wijze waarop de mens de wereld daadwerkelijk ervaart, en hierbij de ideeën verwerpend van mentale representatie, zintuiglijke data, en andere intermediairs tussen de geest en de wereld.[17]

Buiten de filosofie heeft Putnam bijdragen geleverd aan de wiskunde en computerwetenschap. Hij ontwikkelde het zogenaamde Davis-Putnamalgoritme voor het booleaanse vervulbaarheidsprobleem samen met Martin Davis, en heeft een demonstratie gegeven van de onoplosbaarheid van het tiende probleem van Hilbert. In de Verenigde Staten was hij verder een politiek controversieel figuur, voornamelijk door zijn betrokkenheid bij de communistische Progressieve Arbeidspartij.

## Filosofie van de geest

### Meervoudige realiseerbaarheid

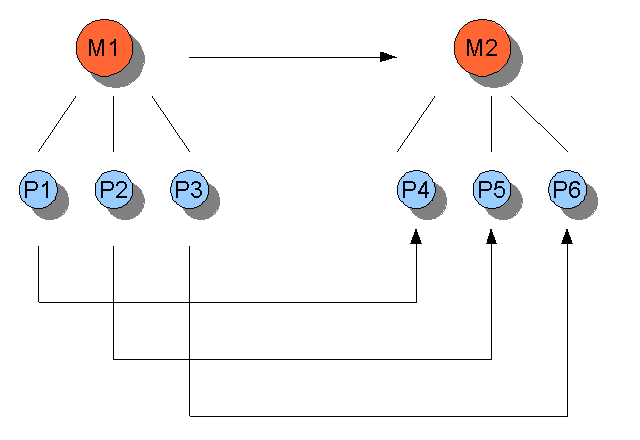
Illustratie van meervoudige realiseerbaarheid. M staat voor mentaal: P staat voor fysisch. Nu kan men hier zien, dat meer dan één P een M initieert, maar niet vice versa. De pijlen geven hier causale relaties weer tussen de toestanden (M1 wordt tot M2, etc.)

Putnam is waarschijnlijk het beroemdst geworden door zijn buitengewone en originele bijdragen aan de filosofie van de geest. Met name een van zijn belangrijkste en langst blijvende bijdragen aan dit filosofisch vakgebied is de formulering van de hypothese van "meervoudige realiseerbaarheid" (Engels: multiple realizability). De locus classicus van deze stelling is terug te vinden in verschillende publicaties uit eind jaren zestig. In deze publicaties stelt hij, in tegenstelling tot de claim van identiteitstheorie, dat het niet noodzakelijkerwijs waar is dat pijn identiek is aan het vuren van C-vezels. Het is heel goed mogelijk en ook waarschijnlijk dat pijn overeenkomt of samenhangt met volstrekt andere fysieke toestanden van het zenuwstelsel in verschillende organen. Toch is het in alle gevallen zo dat iemand de mentale toestand bereikt van 'pijn hebben'.
Putnam citeert verscheidene voorbeelden uit de dierenwereld om zijn stelling te illustreren. Hij vroeg zich af of het waarschijnlijk is dat de hersenen van alle zoogdieren, reptielen, vogels, amfibieën en weekdieren op exact dezelfde manier pijn kunnen ervaren of andere mentale toestanden hebben. Hebben hun hersenen eigenlijk wel dezelfde hersenstructuur? Als we het bewijs dat door de comparatieve neuroanatomie en neurofysiologie moeten geloven, is dit duidelijk niet het geval. Putnams antwoord is dat mentale soorten (eigenschappen, toestanden, gebeurtenissen) worden gerealiseerd door verschillende fysieke toestanden in verschillende organismen. Putnam trok vervolgens zijn argument door naar buitenaardse wezens, kunstmatig intelligente robots en op siliconen gebaseerde levensvormen en hij vroeg zich af of deze hypothetische wezens al a priori niet in staat zijn om pijn te ervaren, omdat ze niet dezelfde neurochemie hebben als mensen. Hij concludeerde dat type-identiteit en reductionele theorieën een zeer ambitieuze en zeer onwaarschijnlijke speculatie doen die kan worden weerlegd met één enkel tegenvoorbeeld van meervoudige realiseerbaarheid. Dit wordt ook wel het waarschijnlijkheidsargument (Engels: likelihood argument) genoemd.
Putnam heeft ook een complementaire stelling geformuleerd die gebaseerd is op wat hij functioneel isomorfisme (Engels: functional isomorphism) noemde. Hij definieerde het concept met deze woorden: "Twee systemen zijn functioneel isomorf als er een corresponderende relatie is tussen de toestanden van de één en de toestanden van de ander, waarbij de functionele relaties in stand blijven." In het geval van computers zijn twee machines functioneel isomorf dan en slechts dan als de sequentiële relaties tussen toestanden in de ene computer exact kunnen worden gespiegeld door sequentiële relaties in de andere. Dus een computer die bestaat uit chips gemaakt van siliconen en een die bestaat uit tandwielen kunnen toch functioneel isomorf zijn. En functioneel isomorfisme impliceert weer meervoudige realiseerbaarheid. Dit wordt soms het a-priori-argument genoemd (Engels: a priori argument).
Jerry Fodor, Putnam en anderen merkten op dat meervoudige realiseerbaarheid niet alleen een effectief argument was tegen de theorieën die gebruikmaken van type-identiteit, maar ook dat het impliceert iedere verklaring op een lager niveau van mentale fenomenen op een hoger niveau onvoldoende abstract en algemeen is. Functionalisme tracht mentale soorten te identificeren met functionele soorten die uitsluitend getypeerd worden in termen van oorzaak en gevolg. Functionalisme maakt zich los van het fysisch-chemische niveau en daarmee is het een alternatieve verklaring voor de relatie tussen lichaam en geest. Er zijn veel verschillende soorten functionele soorten, zoals muizenvallen, software en boekenplanken, welke meervoudig gerealiseerd worden op het fysieke niveau.

### Functionalisme van machinetoestanden

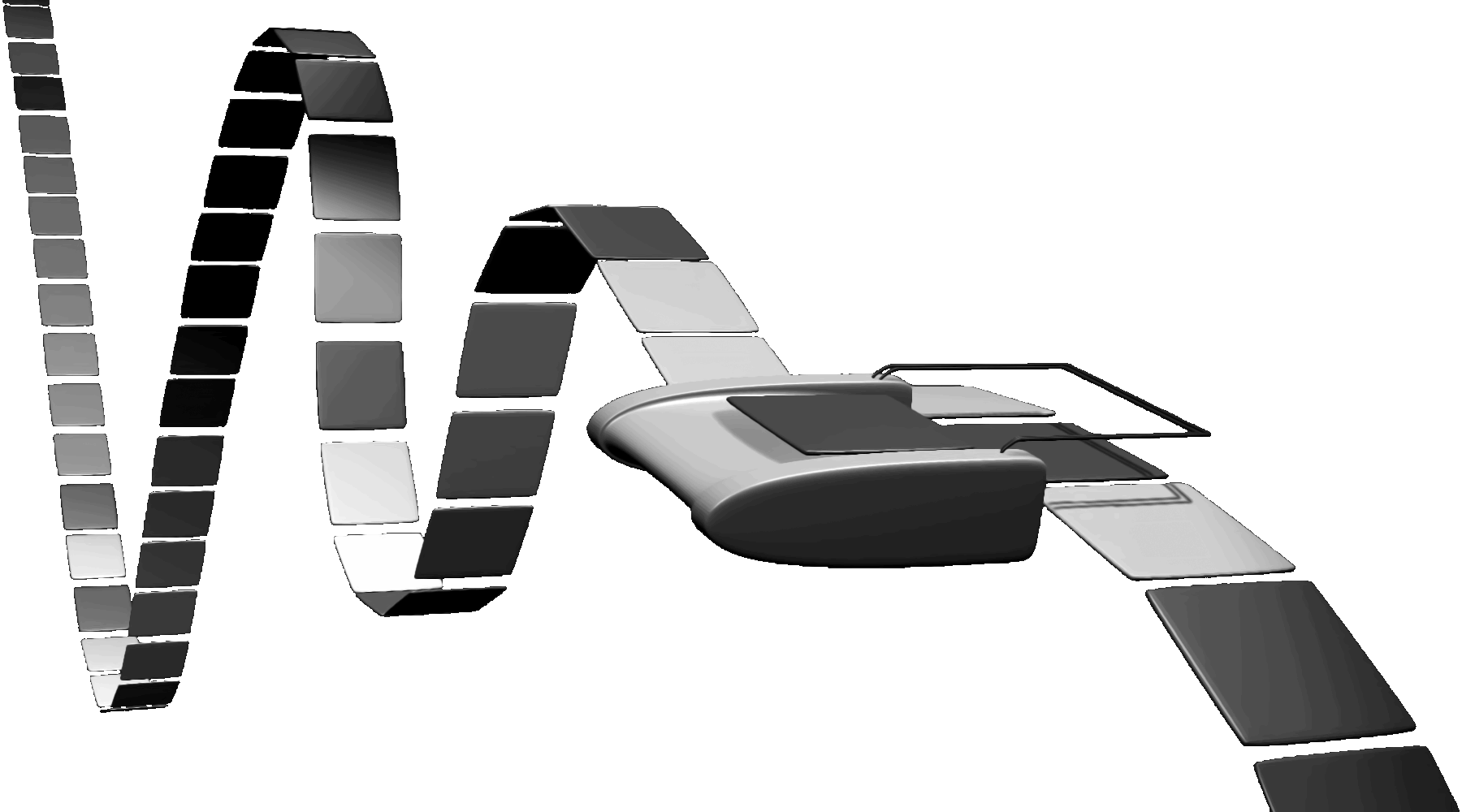
Een turingmachine afgebeeld als een oneindige band van slots, die op één moment geschreven of verwijderd worden, met de keuze tot actie bepaald door een "toestand". Volgens Putnams machinetoestand functionalisme, is het besef van de toestand door een abstracte computer en de mentale toestand in essentie dezelfde.

De eerste formulering van een functionalistische theorie is naar voren gebracht door Putnam zelf. Zijn formulering, dat nu is "machinetoestandfunctionalisme" (Engels machine-state functionalism) wordt genoemd, was geïnspireerd op de analogie door Putnam en andere geformuleerd, tussen de geest en de theoretische capaciteit van turingmachines om elk algoritme te berekenen.
In niet-technische termen, kan een turingmachine voorgesteld worden als een oneindig lange band verdeeld in vlakken (het geheugen) met een scanapparaat dat over de band gebogen telkens een vlak per keer uitleest. Elk vlak kan zijn leeg (B), of met een 1 beschreven. Dit zijn de inputs voor de machine. De mogelijke outputs zijn:
- Halt: Doe niets.
- R: schuif een veld naar rechts.
- L: schuif een veld naar links.
- B: wis wat in het veld is.
- 1: wis wat in het veld is en print a 1.

Een eenvoudig voorbeeld van een turingmachine die de reeks uitschrijft van "111" na het scannen van drie lege vlakken en dan stopt is gespecificeerd in de volgende machine tabel:
|   | Toestand 1                      | Toestand 2                      | Toestand 3                      |
| - | ------------------------------- | ------------------------------- | ------------------------------- |
| B | schrijf 1; blijft in toestand 1 | schrijf 1; blijft in toestand 2 | schrijf 1; blijft in toestand 3 |
| 1 | ga rechts; ga naar toestand 2   | ga rechts; ga naar toestand 3   | [halt]                          |
Deze tabel geeft weer, dat als de machine in een eerste toestand een leeg vlak scant (B), ze vervolgens een 1 schrijft en in de eerste toestand blijft. En als het in de eerste toestand een 1 leest, het een vlak naar rechts opschuift en naar de tweede toestand overgaat. Als het in de tweede toestand een B leest, dan print het een 1 en blijft in de tweede toestand. Als het in de tweede toestand een 1 leest, dan schrijft het een toestand naar rechts en gaat zo over in de derde toestand. Uiteindelijk, als het in de derde toestand een B leest, dan schrijft het een 1 en blijft in de derde toestand.
Het punt voor het functionalisme is de natuur van de "toestanden" van de turingmachine. Elke toestand kan gedefinieerd worden in termen van zijn relatie tot de andere toestanden en tot de invoer en uitvoer. Toestand een, bijvoorbeeld, is eenvoudigweg de toestand van de machine, als het leest B, schrijft 1 en blijft in die toestand, en waarbij, als het 1 leest, een vlak naar rechts opschuift en in een andere toestand overgaat. Dit is de functionele definitie van een toestand: het is de causale rol in het overkoepelende systeem. De details hoe dit bereikt wat het bereikt en de materiële constellatie zijn hierbij volledig irrelevant.
Volgens het machinetoestand functionalisme, is de natuur van de mentale toestand te beschrijven net als de natuur van de geautomatiseerde toestand. Net als de "eerste toestand" eenvoudigweg de toestand is, gegeven input B, dit en dat gebeurt, zo is het ondervinden van pijn de toestand, die iemand aanzet tot huilen of afgeleid wordt, zich afvragend wat de oorzaak is, enzovoort.

### Afwijzing van het functionalisme
Eind jaren tachtig nam Putnam afstand van zijn toewijding aan het functionalisme en de computationele theorie van de geest. Zijn wisseling van opvatting is primair een gevolg van de moeilijkheden die computationele theorie heeft in het verklaren van bepaalde intuïties in relatie tot het externalisme van mentale inhoud. Dit is geïllustreerd in Putnams eigen tweeling-aarde gedachte-experiment (Engels Twin Earth). Hij ontwikkelde ook een apart argument tegen functionalisme in 1988, gebaseerd op Fodors algemene versie van de "Meervoudige realiseerbaarheid". Een beroep doen op dat functionalisme is in werkelijkheid een doorgedruppelde identiteitstheorie waarbij mentale eigenschappen geïdentificeerd zijn met functionele eigenschappen. Het argument voor functionalisme is dat dezelfde mentale toestand geïmplementeerd kan worden door verschillende toestanden van de universele turingmachnine.
Ondanks Putnams afwijzing van het functionalisme, is het blijven floreren en is het ontwikkeld in ontelbare variaties door denkers als David Marr, Daniel Dennett, Jerry Fodor, and David Lewis. Het functionalisme heeft bijgedragen in de fundering van de moderne cognitiewetenschap en is een dominante theorie in de filosofie van de geest tegenwoordig.

## Taalfilosofie

### Semantisch externalisme
Een van Putnams bijdragen aan de taalfilosofie, is zijn claim dat "betekenis gewoon niet in het hoofd bestaat" (Engels: "meaning just ain't in the head"). Hij illustreert dit, gebruikmakend van zijn "Twin Earth" gedachte-experiment, door te beweren dat omgevingsfactoren een substantiële rol spelen in de bepaling van betekenis. Zijn "Twin Earth" tonen dit, volgens Putnam, sinds op de "Twin Earth" alles identiek is aan de aarde, behalve dat zijn meren, rivieren en oceanen gevuld zijn met XYZ terwijl het aardse is gevuld met H2O. Als gevolg hiervan, wanneer een aardling, Frederik, het Aards-Engelse woord "water" gebruikt, het een verschillende betekenis heeft van het Tweeling-Aards-Engelse "water" wanneer dit gebruikt wordt door zijn fysisch identieke tweeling, Froderick, op de tweeling-Aarde. Daar Frederik en Froderik fysisch onafscheidelijk zijn als ze hun respectievelijke woorden uitspreken, en gezien het feit dat hun woorden een verschillende betekenis hebben, kan deze betekenis niet alleen bepaald zijn door wat zich in hun hoofd afspeelt. Dit heeft Putnam ertoe gebracht een versie van het semantisch externalisme te adopteren dat betrekking heeft op betekenis en mentale inhoud.
De latere vertegenwoordiger van de filosofie van de geest en de taalfilosofie
Donald Davidson, ondanks alle verschil in opvatting met Putnam, schreef dat semantisch externalisme een "anti-subjectivistische revolutie" heeft ontketent in de wijze waarop filosofen de wereld beschouwen. Sinds de tijd van Descartes, zijn filosofen bezig geweest met het bewijzen van kennis vanuit een basis van de subjectieve ervaring. Dankzij Putnam, Tyler Burge en anderen, kan de filosofie nu het objectieve gebied als gegeven aannemen en beginnen vragen te stellen over de veronderstelde waarheden van de subjectieve ervaring.

### Theorie over betekenis
Putnam, samen met Saul Kripke, Keith Donnellan en anderen, hebben bijgedragen tot wat bekend is geworden als de causale theorie van referentie. In het bijzonder hield Putnam vast aan de "betekenis van betekenis", dat kenobjecten verwijzen naar oertoestand termen als tijger, water, en boom — zijn de principiële elementen van de betekenis van zulke termen. Er is een taalkundige arbeidsverdeling, analoog aan Adam Smiths economische arbeidsdeling, waardoor zulke termen hun referentie hebben vastgelegd door "experts" in een bepaald veld van wetenschap, waartoe de term behoort. Dus, bijvoorbeeld, de referentie van de term "leeuw" is bepaald door de gemeenschap van zoölogen, de referentie van een "wilgenboom" is vastgelegd door de gemeenschap van botanici, en de referentie van "tafelzout" is vastgelegd als "NaCl" door de chemici. Deze referanten worden beschouwd als "rigide ontwerpers" op een Kripkeaanse wijze en zijn verbreiders buiten de taalkundige gemeenschap.
Putnam specificeerde een eindige reeks van elementen (een vector) voor de beschrijving van de betekenis van elke term in een taal. Zo'n vector zou moeten bestaan uit vier componenten:
1. Het object waar de term aan refereert, bijvoorbeeld het object wat geïndividualiseerd wordt door de chemische formule H2O;
2. Een verzameling van typische beschrijvingen van de term, aangeduid als "het stereotype", bijvoorbeeld "transparant", "kleurloos" en "gehydrateerd"
3. De semantische indicatoren die het object plaatsen in een algemene categorie, bijvoorbeeld "natuurlijk" en "vloeibaar"; en
4. De syntactische indicatoren, bijvoorbeeld "zelfstandig naamwoord", "tastbaar" en "bezit massa"

Zo'n "betekenisvector" voorziet een beschrijving van een referentie en het gebruik van een uitdrukking binnen een bepaalde taalkundige gemeenschap. Het voorziet in de voorwaarden voor een correct gebruik en maakt het mogelijk om te beoordelen wanneer een spreker de juiste betekenis aan een uitdrukking geeft, of dat dit gebruik zo is veranderd dat het een verschil in betekenis teweegbrengt. Volgens Putnam is het alleen legitiem om te spreken van een verandering van de betekenis van een uitdrukking, als de referentie van de term, en niet zijn stereotype, is veranderd. Sindsdien is echter geen algoritme in staat geweest te bepalen welk aspect, de stereotype of de referentie, veranderd is in een bepaald geval, waardoor het nodig is om het gebruik van aanverwante begrippen in de taal evenzo in ogenschouw te nemen. Sinds er geen limiet bestaat aan het aantal van zulke uitdrukkingen, is Putnam een vorm van semantisch holisme gaan aanhangen.

## Filosofie van de wiskunde
Putnam leverde een belangrijke bijdrage aan de Filosofie van de wiskunde door de zogenaamde Quine-Putnam "onvervangbaarheids-thesis": een argumentatie omtrent de realiteit van wiskundige entiteiten. Deze argumentatie wordt door Stephen Yablo gezien als een van de meest uitdagende argumenten voor de acceptatie van het bestaan van abstracte wiskundige entiteiten, zoals nummers en verzamelingen. De vorm van de argumentatie is als volgt:
(a) Men dient ontologische waarborging te hebben naar alle entiteiten die onvervangbaar zijn voor de beste wetenschappelijke theorieën, en naar die entiteiten alleen (algemeen gerefereerd als "alle en alleen").
(b) Wiskundige entiteiten zijn onvervangbaar in de beste wetenschappelijke theorieën.
Een dan de conclusie:
(c) Men dient alleen ontologisch waarborging te hebben van de wiskundige entiteiten.
De rechtvaardiging van de eerste premisse hier is het meest controversieel. Zowel Putnam als Quine betrokken het naturalisme om het uitsluiten van alle niet-wetenschappelijke entiteiten uit te sluiten; en verder om te verdedigen dat de "alleen" onderdeel is van de "alle en alleen". Hierbij is gesteld, dat "alle" entiteiten wetenschappelijke theorieën voorstellen, inclusief cijfers, en dat dit als reëel geaccepteerd dient te worden. Deze stelling is verantwoord met conformatieholisme. Aangezien theorieën niet in delen maar als een geheel bevestigd worden, is er geen rechtvaardiging om die entiteiten uit te sluiten, die deel uitmaken van goed geteste theorieën. Dit brengt bijvoorbeeld de nominalist, die het bestaan van verzamelingen en Niet-euclidische meetkunde wil buitensluiten, maar niet het bestaan van quarks en andere onwaarneembare entiteiten in de fysica, in een lastige positie.
Putnam is van mening dat de wiskunde, als de natuurkunde en andere empirische wetenschappen, zowel strikt logisch als quasi-empirische methoden hanteren. Bijvoorbeeld de laatste stelling van Fermat stelt dat, voor geen geheel getal {\displaystyle n>2} er positieve gehele getallen zijn met waardes van x, y, en z, waarbij {\displaystyle x^{n}+y^{n}=z^{n}}. Voordat dit bewezen was voor alle gehele getallen {\displaystyle n>2} in 1995 door Andrew Wiles, was dit al bewezen voor vele waarden van n. Dit bewijs heeft verder onderzoek geïnspireerd in dit gebied, en heeft geleid tot een quasi-empirische consensus betreft dit theorema. Hoewel zulke kennis een meer conjectureel dat strikt bewezen theorema is, werd het nog steeds gebruikt om andere wiskundige ideeën te ontwikkelen.

## Wiskunde en computerwetenschap
Putnam heeft ook wetenschappelijke bijdragen geleverd buiten zijn werk in de filosofie. In de wiskunde heeft Putnam aan de stelligheid van Hilberts tiende probleem bijgedragen. Joeri Matijasevitsj heeft in 1970 een theorema geformuleerd dat gebruikmaakt van de Rij van Fibonacci, die ontworpen was om een antwoord te geven op de vraag of er een algemeen algoritme mogelijk is dat kan besluiten wanneer een gegeven systeem van diofantische vergelijkingen een oplossing heeft tussen de gehele getallen. Putnam werkte met Martin Davis en Julia Robinson en demonstreerde dat Matijasevitsj' theorema voldoende was om te bewijzen dat zo'n algemeen algoritme niet kan bestaan. Hiermee was aangetoond dat David Hilberts befaamde tiende probleem geen oplossing had.
In de computerwetenschap is Putnam bekend door zijn zogenaamde Davis-Putnamalgoritme voor het booleaanse vervulbaarheidsprobleem, dat hij in 1960 samen met Martin Davis ontwikkelde. Dit algoritme vindt, als er een verzameling van ware of onware waarden is die aan een gegeven Booleanse uitdrukking voldoen, dat de gehele expressie waar wordt. In 1962 hebben ze dit algoritme verder verfijnd met de hulp van George Logemann en Donald W. Loveland. Hiermee is het bekend geworden als het DPLL-algoritme. Dit algoritme is erg efficiënt en vormt nog steeds de basis voor de meeste van de oplossingen van het booleaanse vervulbaarheidsprobleem.

## Kennistheorie

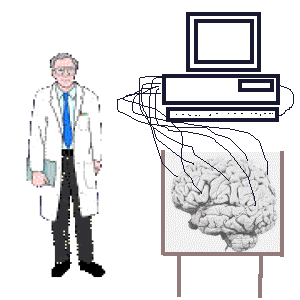
Een "Hersenen in een vat": Putnam gebruikte dit gedachte-experiment om aan te tonen dat sceptische scenarios onmogelijk zijn.

Op het gebied van de kennistheorie is Putnam bekend om zijn Hersenen in een vat-gedachte-experiment, een moderne versie van René Descartes "kwaadaardige demon" hypothese. De redenering is dat men niet consequent kan volhouden, dat als er eenmaal een "hersenen in een vat" geplaatst is, dat er dan sprake is van een gestoorde professor.
Dit is een uitvloeisel van zijn theorie van referentie. Woorden refereren altijd tot een soort van dingen, waarvoor ze geopperd zijn om aan te refereren, dus aan die dingen die haar gebruiker, of haar voorgangers, hebben ervaren. Dus als een persoon, Mary, een "hersenen in een vat" zou zijn, die iedere ervaring heeft ontvangen door de koppeling met andere gadgets van de "gestoorde professor", dan zou Mary's idee van de "hersenen" niet refereren aan de "echte" hersenen, daar zijzelf en haar linguïstische gemeenschap zoiets nog nooit gezien hebben. Eerder heeft ze iets gezien dat leek op een hersenen, maar dat was in feite een beeld dat ze gevoed kreeg door haar koppeling. Evenzo zal haar idee van een "vat" niet refereren aan een "echt" vat. Dus als ze als "hersenen in een vat" zou zeggen "Ik ben een hersenen in een vat", dan zou ze in feite zeggen "Ik ben een hersenenbeeld in een vat-beeld", wat incoherent is. Aan de andere kant, als ze niet een "hersenen in een vat" is, dan zou je zeggen dat ze nog steeds incoherent is, omdat ze nu in feite het omgekeerde bedoelt. Dit is een vorm van epistemologisch externalisme: kennis of verantwoording hangt af van de factoren buiten de geest en is niet alleen intern gedetermineerd.
Putnam heeft verklaard dat zijn echte bedoeling met deze argumentatie nooit scepticisme was, maar metafysisch realisme. Daar dit soort realisme een kloof veronderstelt, tussen hoe de mens de wereld ondervindt en de wijze waarop de wereld werkelijk is, bieden sceptische scenario's als dit of Decartes Kwaardaardige demon een formidabele uitdaging. Door aan te tonen dat zulke scenario's onmogelijk zijn, trachtte Putnam aan te tonen dat dit besef van de kloof tussen de mens zijn concept van de wereld en de werkelijke gang van zaken zelf absurd is. De mens kan niet een alziend "Gods oog" perspectief op de realiteit hebben. Hij is beperkt door zijn conceptuele schema's. Metafysisch realisme is hierdoor fundamenteel fout, volgens Putnam.

## Metafilosofie en ontologie
Eind jaren zeventig en de jaren tachtig gestimuleerd door de resultaten uit de wiskundige logica en enige ideeën van Quine, nam Putnam afstand van zijn lang volgehouden verdediging van het metafysisch realisme: de visie dat de categorieën en structuur van de buitenwereld zowel causaal als ontologisch onafhankelijk zijn van de conceptualisaties in de menselijke geest. Hij adopteerde hierna een nogal andere visie, die hij "intern realisme" noemde.
Intern realisme is de visie dat, alhoewel de wereld "causaal onafhankelijk" van de menselijke geest mag zijn, de structuur van de wereldelementen als een verdeling in soorten, individuen en categorieën een functie van de menselijke geest is, en hierdoor is het niet "ontologisch" onafhankelijk. Dit algemene idee is door Kants idee van de afhankelijkheid van onze kennis van de wereld in de "categorisering van gedachten".
Het probleem met metafysisch realisme, volgens Putnam, is dat het tekortschiet in de verklaring van de mogelijkheden van referenties en waarheden. Volgens de metafysisch realist, verwijzen onze concepten en categorieën daar ze passen op enige mysterieuze wijze op voorgestructureerde categorieën, soorten en individuen, die inherent zijn aan de buitenwereld. Maar hoe is het mogelijk dat de wereld "zich aftekent" in bepaalde structuren en categorieën, en dat twee afbeeldingen perfect samen passen? Het antwoord hierop moet zijn dat de wereld niet voorgestructureerd is maar dat de structuur hiervan voorgeschreven is in de menselijke geest en haar conceptuele schema's.
Nelson Goodman heeft een gelijksoortig inzicht ontwikkeld in Fact, Fiction and Forecast uit 1956. In dit werk gaat Goodman zover, dat er "niet een wereld maar vele werelden bestaan, ieder gecreëerd door de menselijke geest. Putnam wijst deze vorm van sociaal constructivisme af, maar behoudt het idee dat er vele correcte beschrijvingen van de realiteit kunnen bestaan. Niet een van deze beschrijvingen kan wetenschappelijk bewezen worden als de "ene ware" beschrijving van de wereld. Dit impliceert volgens Putnam geen relativisme, daar niet "alle" beschrijvingen even correct zijn en degene die correct zijn niet subjectief gedetermineerd zijn.
Onder invloed van Charles Peirce en William James, raakte Putnam er ook van overtuigd dat er geen feit-waardetweedeling kan bestaan, dat wil zeggen, ethische en esthetische oordelen hebben vaak een feitelijke basis, terwijl maar wetenschappelijke oordelen een ethisch element hebben.

## Neopragmatisme en Wittgenstein
Tegen het eind van de jaren tachtig werd Putnam steeds gedesillusioneerder over wat hij ervoer als het "sciëntisme" en de afwijzing van de geschiedenis, dat gekarakteriseerd is in de moderne analytische filosofie. Hij wees het intern realisme af, omdat het een "cognitieve interface" model veronderstelde in de relatie tussen de menselijke geest en de wereld. Onder toenemende invloed van James en het pragmatisme, adopteerde hij een direct realistische visie op deze relatie. Onder invloed van Ludwig Wittgenstein, adopteerde hij verder een pluralistische visie op de filosofie zelf en kwam tot het inzicht dat de meeste filosofische problemen niets meer zijn dan conceptuele of taalkundige verwarring, gecreëerd door filosofen die originele teksten buiten hun originele context hanteren.
Putnams recentste werk heeft zich gefocust op het terugbrengen van de filosofie, vanuit haar eigen gecreëerd isolement, naar de wereld van de alledaagse mensen en alledaagse sociale problemen. Bijvoorbeeld heeft hij geschreven over de natuur van democratie, sociale rechtvaardigheid en religie. Hij heeft een bespreking gegeven van de continentale filosofen, Jürgen Habermas, en verdere artikelen beïnvloed door de "contentale" ideeën.

## Kritieken
Ironisch genoeg is het Putnam zelf geweest, die zijn meest uitgesproken tegenstander was. Zijn regelmatige veranderende instelling zette hem ertoe aan zijn eigen voorgaande stellingname aan te vallen. Echter, veel significante kritiek op zijn visies is gekomen van andere filosofen en wetenschappers.
Meervoudige realiseerbaarheid
Bijvoorbeeld de "meervoudige realiseerbaarheid" is bekritiseerd op basis van het argument, dat de juistheid hiervan onderzoek en experimenten in de neurowetenschap onmogelijk zouden maken. Volgens Bechtel en Mundale dient er voor zulk neurowetenschappelijk onderzoek of universele consistentie te bestaan of aangenomen te worden in de hersenstructuur. Het zijn de overeenkomsten (of homonologieën) van de hersenstructuur dat ons in staat stelt te generaliseren over rassen. Als de "meervoudige realiseerbaarheid" een bewezen feit zou zijn, dan zouden resultaten uit experimenten van een diersoort of organisme geen betekenis hebben als generalisatie om het gedrag van andere diersoorten of organismes te verklaren.
Andere kritieken op de "meervoudige realiseerbaarheid" zijn gegeven door Jaegwon Kim, David Lewis, Robert Richardson en Patricia Churchland.
Functionalisme
Een van de belangrijkste argumenten tegen het functionalisme is door Putnam zelf geformuleerd met het Tweeling Aarde- gedachte-experiment. Er zijn echter ook andere kritieken gekomen. Het Chinese kamer argument van John Searle uit 1980 is een directe aanval op de claim, dat gedachten een verzameling van functies kunnen representeren. Dit gedachte-experiment is ontworpen om aan te tonen dat het mogelijk is om intelligente actie te imiteren, door het gebruik van een puur functioneel systeem. In het kort bespreekt Searle een persoon die alleen Engels spreekt en opgesloten is in een kamer vol Chinese symbolen in een korf en een instructieboek in het Engels om de symbolen rond te schuiven. De persoon is geïnstrueerd door personen buiten de kamer, om het instructieboek te volgen en bepaalde symbolen uit de kamer te zenden gegeven zekere symbolen. Verder, veronderstel dat de mensen buiten de kamer Chinees spreken en communiceren met de persoon binnen via de Chinese symbolen. Volgens Searle, zou het absurd zijn om te claimen dat de Engelse spreker binnen zou "weten" dat het Chinees alleen gebaseerd is op deze syntactische processen. Dit gedachte-experiment tracht aan te tonen dat systemen, die werken op syntactische processen alleen, zich niets realiseren van de semantiek, de betekenis, of en de intentionaliteit, het waaromtrent. Searle dus valt het idee aan, dat gedachten gelijkgesteld kunnen worden met een opeenvolging van een verzameling syntactische regels. Kortom, functionalisme is inadequate theorie van de geest. Verschillende andere argumenten tegen het functionalisme zijn naar voren gebracht door Ned Block.
Semantisch holisme
Putnam heeft consequent vastgehouden aan het idee van semantisch holisme in tegenstelling tot de vele omslagen in zijn andere stellingnamen. het probleem met deze stellingname is beschreven door Michael Dummett, Jerry Fodor, Ernest Lepore, en anderen. In de eerste plaats, suggereren zij dat, als semantisch holisme waar is, het onmogelijk te bevatten is hoe sprekers van een taal de betekenis kunnen leren van een expressie, of welke expressie dan ook van een taal. Gegeven de begrenzingen van de cognitieve capaciteiten, zullen we nooit in staat zijn om het geheel van de Engelse taal of elke andere taal te bevatten, zelfs als ze de (foute) aanname doen dat taal statisch en onveranderlijk is. Als iemand alles van de natuur van een taal moet begrijpen om een woord of uitdrukking te bevatten, dan is het leren van deze taal simpelweg onmogelijk.

Semantisch holisme slaagt er ook niet in om te verklaren, hoe twee sprekers hetzelfde kunnen bedoelen als ze dezelfde taalkundige uitdrukking gebruiken, en meer algemeen hoe communicatie sowieso mogelijk is tussen heb. Neem nou een zinsnede P, en Fred en Mary die beide een ander deel van de Engelse taal bevatten en P is verschillend gerelateerd aan zinsneden van elk deel. Het resultaat is dat P het een betekent voor Fred en iets anders voor Mary. In het algemeen, als een zin P haar betekenis afleidt van de relatie met alle zinnen van een taal, dan begint het totaal van relaties te veranderen, op het moment dat het vocabulaire van een individu verandert door toevoeging of eliminatie van een zin, en hierbij ook de betekenis van P. Daar dit een gebruikelijk verschijnsel is, zal P verschillende betekenis hebben op twee verschillende momenten van iemand leven. Een gevolg is, in een situatie dat je de waarheid van een zin accepteert en later afwijst, dat de betekenis van het afgewezene en de betekenis van het geaccepteerde compleet verschillen, en je hierdoor in feite niet van mening kan veranderen omtrent dezelfde zin.
"Hersenen in een vat"
Het hersenen in een vat argument is ook geworden tot onderwerp van kritiek. Crispin Wright beargumenteerde dat Putnams formulering van het hersenen-in-een-vat scenario veel te beperkt is om scepticisme globaal af te wijzen. De mogelijkheid dat iemand een "hersenen in een vat" is wordt niet ondermijnd door het semantisch externalisme. Als een persoon haar hele leven buiten een vat, de Engelse taal sprekend en normaal optredend in de buitenwereld, voorafgaande aan haar "bevatting" door de gestoorde professor, dan zal ze eenmaal ontwaakt in het vat, met haar woorden en gedachten (bijvoorbeeld "boom" en "gras") nog steeds refereren aan de objecten en gebeurtenissen in de buitenwereld voor ze in het vat gestopt was. Volgens een ander scenario kunnen deze hersenen gekoppeld zijn aan een supercomputer, die random allerlei indrukken genereert. In dit geval, kan iemand woorden en gedachten nergens aan refereren, en zou daarom ontdaan zijn van elke inhoud. De semantiek zou niet langer bestaan en de argumentatie zou waardeloos worden.
Filosofie van de wiskunde
In de filosofie van de wiskunde heeft Stephen Yablo beargumenteerd dat de Quine-Putnam onvervangbaarheids-thesis niet aantoont dat wiskundige entiteiten daadwerkelijk onvervangbaar zijn. Deze argumentatie is gecompliceerd, maar de uitkomst is dat men dezelfde logische resultaten kan bereiken door simpelweg alle verschijning van de uitdrukkingen "dit-en-dit bestaat" (bijvoorbeeld cijfers bestaan) te vervangen door de verschijning van de uitdrukking "dit-en-dat" wordt verondersteld (hypothetisch) te bestaan. Men neme bijvoorbeeld het argument voor onvervangbaarheid boven, en kan hierin alle referentie aan bestaande entiteiten vervangen door referenties naar entiteiten, die verondersteld worden te bestaan, en wel als volgt:
(a) Men dient ontologisch waarborging te hebben naar alle en alleen die entiteiten "die verondersteld zijn te bestaan" en die onvervangbaar zijn in de beste wetenschappelijke theorieën.
(b) Wiskundige entiteiten "die verondersteld zijn te bestaan" zijn onvervangbaar in de beste wetenschappelijke theorieën.
Een dan de conclusie:
(c) Men dient alleen ontologisch waarborging te hebben van de wiskundige entiteiten "die verondersteld worden te bestaat.
Intern realisme
Ten slotte is Putnams intern realisme aangemerkt door Curtis Brown als een verkapte vorm van subjectief idealisme. Als dit het geval is, dan is dit onderwerp van de traditionele argumentatie van deze stellingname. In het bijzonder valt dit in de val van het solipsisme. Deze stelt dat als bestaan afhankelijk is van ervaring, zoals subjectief idealisme volhoudt, en als iemands bewustzijn stopt te bestaan, het hele universum zal ophouden te bestaan.

## Werk over Hilary Putnam
- P. Clark-B. Hale (eds.), Reading Putnam, Blackwell, Cambridge (Massachusetts)-Oxford 1995.
- C.S. Hill (ed.), The Philosophy of Hilary Putnam, Fayetteville, Arkansas 1992.
- M. Rüdel, Erkenntnistheorie und Pragmatik: Untersuchungen zu Richard Rorty und Hilary Putnam, (Dissertation) Hamburg 1987.
- Ben-Menahem, Yemima. (2006) Hilary Putnam. Edited by Hebrew University of Jerusalem. Cambridge: Cambridge University Press. ISBN 978-0-521-01254-6.